# Улан-Батор (станція)

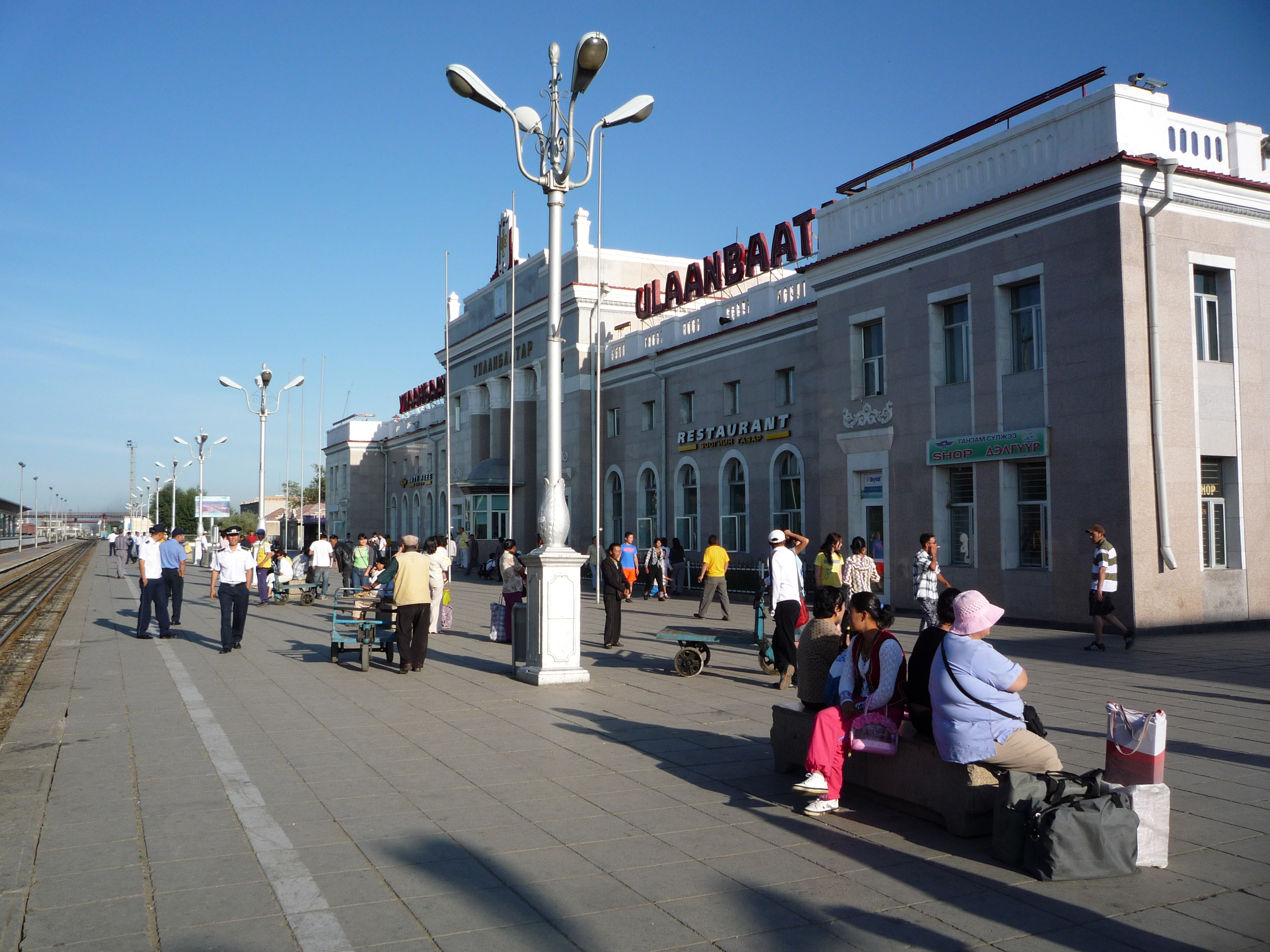
Вокзал

Улан-Батор (монг. Улаанбаатар) — залізнична станція в Монголії, розташована на Трансмонгольській залізниці між станціями Толгойт і Амгалан; станція місцезнаходження управління Улан-Баторської залізниці, головний залізничний вокзал країни.
Розташована в місті Улан-Баторі.